# Moriorové

Neoficiální vlajka Moriorů

Moriorové (Moriori) je polynéský národ žijící na Novém Zélandu, především na Chathamských ostrovech (v moriorštině zvaných Rekohu). Podle sčítání z roku 2006 se k Moriorům hlásí 945 osob.
Moriorové jsou příbuzní Maorů, ačkoli dřívější teorie je na základě negroidních rysů ztotožňovaly s Melanésany. Původně žili na Novém Zélandu, odkud byli zhruba v 15. století vytlačeni Maory na Chathamské ostrovy. Moriorové se živili hlavně rybolovem, důležitou součástí jejich kultury byly dendroglyfy: rytiny do stromové kůry. Na svoji mírumilovnost doplatili Moriorové v roce 1835, kdy proběhla invaze Maorů na ostrovy. Původní obyvatelé byli zabíjeni a zotročováni, v roce 1862 zůstalo z původních asi dvou tisíc Moriorů naživu pouze 101. Genocidu Moriorů popisuje David Mitchell v románu Atlas mraků. Poslední čistokrevný Moriori zemřel v roce 1933, současní příslušníci národa jsou moriorsko-maorští míšenci.